# La promessa dell'assassino
(Tagline del film)
La promessa dell'assassino (Eastern Promises) è un film del 2007 diretto da David Cronenberg, presentato in anteprima al Toronto International Film Festival.

## Trama
Anna Chitrova, di origine russa, svolge la sua attività di ostetrica a Londra; un giorno rimane molto turbata dalla tragica morte di una quattordicenne, avvenuta a causa di un'emorragia dopo aver dato alla luce una bambina; della ragazza non si conosce l'identità e Anna cerca di scoprirla tramite un diario che la giovane aveva con sé, che però è scritto completamente in russo. Tra le pagine del diario Anna trova un biglietto di un ristorante chiamato Trans-Siberian, dove si reca per cercare notizie al fine di rintracciare la famiglia di origine della ragazza a cui affidare la neonata. Il ristorante è gestito dal cordiale Semën, ma dietro la facciata disponibile dell'anziano si nasconde in realtà il capo di una fratellanza criminale chiamata Vory v zakone, al cui vertice, oltre a lui, c'è anche il figlio Kirill, un uomo alquanto instabile e poco apprezzato dal padre.
Nikolai Lužin è il carismatico e imperturbabile autista di fiducia di Kirill, con cui ha stretto un legame profondo ed ambiguo, il cui scopo sembra quello di voler arrivare, proprio tramite questi, alle grazie del padre; un rapporto ambiguo nasce anche tra lui e la bella Anna, la quale, alla disperata ricerca di una famiglia a cui affidare la neonata, non riesce a capire la vera natura dell'uomo. Una volta tradotto il diario si scopre che Tatiana, la ragazzina, era arrivata in Inghilterra dopo la morte del padre per cercare una vita migliore, ma era caduta nel giro della prostituzione gestito da Semën e per giunta era stata violentata da quest'ultimo rimanendo incinta.
Nel frattempo Nikolai diviene sempre di più l'uomo di fiducia di Semën, tanto da acquisire ufficialmente i "gradi" della Vory v zakone, ma l'uomo decide di venderlo ad alcuni rivali ceceni per salvare la vita di Kirill, il quale aveva ordinato l'uccisione del fratello di questi uomini poiché spargeva in giro la voce che fosse gay (voce che lo stesso Semën sembra confermare, così come i comportamenti ambigui che Kirill manifesta nei confronti di Nikolai).
Nikolai viene attaccato dai ceceni mentre si trova in una sauna, ma riesce a salvarsi e in ospedale viene visitato dal capo della sezione russa di Scotland Yard: Nikolai infatti è un agente infiltrato. Anna si prende cura di lui finché non intravede nell'ascensore Kirill: questi ha rapito la piccola Christine dopo che la polizia, seguendo le indicazioni di Nikolai, ha prelevato il sangue di Semën per dimostrare che è lui il padre della bambina e di conseguenza accusarlo di stupro e corruzione di minore. Anna e Nikolai riescono a fermare Kirill appena in tempo salvando la bambina; i due si salutano con un bacio e, qualche tempo dopo, si scopre che la piccola è ormai nelle amorevoli mani dell'ostetrica e della sua famiglia mentre Nikolai, proseguendo imperterrito nella sua missione, ha ormai preso il posto di Semën nelle gerarchie criminali dell'organizzazione.

## Produzione
Questo è il primo film di Cronenberg girato completamente fuori dal Canada.
Cronenberg torna a dirigere Viggo Mortensen dopo A History of Violence. Lo sceneggiatore Steven Knight ha scritto la sceneggiatura, dopo aver già ricevuto una candidatura all'Oscar per il film Piccoli Affari Sporchi (2002) di Stephen Frears.
Mortensen dà vita ad un personaggio memorabile per intensità e suggestione. In perfetta continuità con il precedente cinema di Cronenberg, anche per il protagonista di questo film la fisicità riveste un ruolo di primaria importanza: il corpo di Nikolai è infatti ricoperto da 43 vistosi tatuaggi. Mortensen ha studiato per mesi i tatuaggi criminali grazie ad un libro e al documentario girato nelle prigioni russe da Alix Lambert.
Per ricoprire il corpo di Viggo Mortensen di tatuaggi, il truccatore Stephan Dupuis impiegò più di quattro ore.
La scena in cui a Nicolai vengono tatuate delle stelle sulle ginocchia, sta a significare che "egli non si inginocchierà mai di fronte a nessuno"; inoltre, le stelle sul petto significano che è entrato nella famiglia come membro effettivo.
Per la scena di lotta nella sauna, Cronenberg chiese a Mortensen di girare la scena completamente nudo per renderla più credibile.

## Riconoscimenti
- 2008 - Premio Oscar
  - Nomination Miglior attore protagonista a Viggo Mortensen
- 2008 - Golden Globe
  - Nomination Miglior film drammatico
  - Nomination Miglior attore in un film drammatico a Viggo Mortensen
  - Nomination Migliore colonna sonora originale a Howard Shore
- 2008 - Premio BAFTA
  - Nomination Miglior film britannico
  - Nomination Miglior attore protagonista a Viggo Mortensen
- 2007 - Toronto International Film Festival
  - Premio del pubblico
- 2007 - British Independent Film Award
  - Miglior attore a Viggo Mortensen
  - Nomination Miglior film
  - Nomination Miglior regista a David Cronenberg
  - Nomination Miglior sceneggiatura a Steven Knight
  - Nomination Miglior attore o attrice non protagonista a Armin Mueller-Stahl
- 2008 - Screen Actors Guild Award
  - Nomination Miglior attore cinematografico a Viggo Mortensen
- 2007 - St. Louis Film Critics Association Awards
  - Nomination Miglior attore a Viggo Mortensen
- 2007 - Chicago Film Critics Association Award
  - Nomination Miglior attore a Viggo Mortensen
- 2007 - Critics' Choice Movie Award
  - Nomination Miglior attore a Viggo Mortensen
- 2007 - Satellite Award
  - Miglior attore in un film drammatico a Viggo Mortensen
  - Nomination Miglior film drammatico
  - Nomination Miglior regista a David Cronenberg
  - Nomination Migliore sceneggiatura originale a Steven Knight
  - Nomination Miglior montaggio a Ronald Sanders
  - Nomination Miglior colonna sonora originale a Howard Shore
- 2007 - Saturn Award
  - Miglior film internazionale
  - Nomination Miglior attore a Viggo Mortensen
  - Nomination Miglior attrice a Naomi Watts
- 2008 - Premio César
  - Nomination Miglior film straniero
- 2008 - Empire Award
  - Nomination Miglior thriller